# جانسونتاون (نیویورک)
جانسونتاون (به انگلیسی: Johnsontown) یک منطقهٔ مسکونی در ایالات متحده آمریکا است که در شهرستان راکلند، نیویورک واقع شده‌است.